# Csaba Pindroch
Csaba Pindroch (n. 19 martie 1972, la Salgótarján) este un actor și scenarist maghiar.

## Filmografie[4]

### Actor
| An   | Film                                   | Rol                   |
| ---- | -------------------------------------- | --------------------- |
| 2010 | Magic Boys                             | Dávid                 |
| 2009 | Block-66                               | Tóbiás                |
| 2009 | Szíven szúrt ország                    |                       |
| 2009 | Tűzvonalban (serial)                   | Ilcsik Norbert        |
| 2008 | Valami Amerika 2                       | Várnai Tamás          |
| 2007 | Megy a gőzös                           | Sándor                |
| 2007 | Noé bárkája                            | Szalma Géza           |
| 2006 | Mansfeld                               | Blaski                |
| 2005 | Rokonok                                | Imike                 |
| 2005 | Fej vagy írás                          | agentul Mariannei     |
| 2005 | Ég veled!                              | actor                 |
| 2004 | Nyócker                                | Bélus (voce)          |
| 2004 | Magyar vándor                          | hoț                   |
| 2004 | Montecarlo!'                           | austriac              |
| 2003 | Kontroll                               | Muki                  |
| 2003 | Libiomfi                               | színész a válogatáson |
| 2003 | Szent Iván napja                       | László                |
| 2002 | Hotel Szekszárdi (serial)              | Kornél                |
| 2002 | Ébrenjárók                             | fratele Annei         |
| 2002 | A Hídember                             | Szentkirályi Móric    |
| 2002 | Valami Amerika                         | Várnai Tamás          |
| 2002 | Az Ötödik Szoba (scurt metraj)         | bărbat                |
| 2001 | VII. Olivér                            | Honore                |
| 1998 | Harc az öböl felett (Tactical Assault) | soldat                |
| 1998 | Biztosítás                             | actor                 |

### Scenarist
- Magic Boys (2010) - filmări în desfășurare